# اوکوریاشی هارای
اوکوریاشی هارای (به ژاپنی: 送足払)-(به انگلیسی: Okuriashi harai) یکی از فنون و تکنیک‌های دستهٔ ناگه-وازا رشتهٔ ورزشی جودو است که در زیردستهٔ آشی-وازا دسته‌بندی می‌شود. اوکوری به ژاپنی به معنی سُر دادن و یا لغزاندن است که به اصطلاح رزمی‌کاران فارسی زبان درو کردن نامیده می‌شود.  در این تکنیک به وسیله یک پا، هر دو پای حریف را درو می‌کنیم. روش اجرای تکنیک بدین صورت است که حریف را به حرکت در می‌آوریم و یا زمانی که خودش در حال حرکت است و قبل از استقرار کامل پاهای وی را بوسیله کف پا و از ناحیه زیر مچ پا سر می‌دهیم و همزمان نیز از آستین و یقه نیز حریف را به جهت مخالف حرکت پای درو کننده می‌کشیم و حریف را به سوی زمین هدایت می‌کنیم.  
این تکنیک جزو تکنیک‌های مجاز کدوکان در مسابقات است و در ناگه نو کاتا اولین تکنیک آشی وازا است که اجرا می‌شود. 